# Torsjö
Torsjö (tidligere Tordsø) er en herregård i Skåne, sydøst for Skurup.
Gården kendes siden 1370'erne. Den først kendte ejer er rigsråd Jens Due, men muligvis har gården også tidligere været i denne slægts eje. Gården blev arvet af sønnen Laurids datteren Mette. 
I 1445 blev den købt af ridderne Knud Truedsen Has til Ørtofte, Folmer Knob til Gyllebo og Johan Oxe i fællesskab; men fra 1470 var Johan Oxe eneejer. Ved hans død arvede sønnen Oluf Oxe gården. Ved Olufs død i 1500 blev den overtaget af broderen Johan Oxe til Nielstrup, der tillige havde Nielstrup og Gisselfeld. Ved Johans død kom ejendommen til rigsråd Peder Oxe til Nielstrup. Han døde i 1575 og i 1577 ligeså enken Mette Rosencrantz til Vallø. Torsjö overgik da til Peders bror Albert Oxe til Nielstrup og siden til dennes enke Sidsel Urne til Boserup.
Gården har siden Sveriges overtagelse af Skåne været i forskellige slægters besiddelse og er fortsat i privat eje.